# Spumaretrovirinae
Spumaretrovirinae — підродина вірусів родини ретровірусів (Retroviridae). Це екзогенні віруси, які мають специфічну морфологію з помітними поверхневими шипами. Віріони містять значну кількість дволанцюгової ДНК. На відміну від більшості вірусів, оболонки цих вірусів утворюється шляхом відшарування ендоплазматичного ретикулуму, а не цитоплазматичної мембрани.
Ці віруси значно поширені серед різних видів мавп, котів, великої рогатої худоби та коней і дуже рідко можуть заражати людей. Серед відомих представників групи —  пінистий вірус мавп та пінистий вірус людини. Піноподібні віруси були виділені в котів та великої рогатої худоби незалежно один від одного в 1969 році, а також в коней у 1999 році. Непідтверджені окремі повідомлення про появу пінистих вірусів є також у деяких інших ссавців, таких як каліфорнійські морські леви та хом'яки. У 1971 році пінистий вірус був виділений з культури клітин, отриманої від кенійського пацієнта з карциномою носоглотки.